# Càmera lenta
|  | «Alentiment» redirigeix aquí. Si cerqueu la propietat física, vegeu «Velocitat». |

La càmera lenta o alentiment, també coneguda com a slow motion, slow mo o slo-mo, és un efecte en la realització de pel·lícules pel qual sembla que el temps és més lent. Va ser inventat pel sacerdot austríac August Musger a principi del segle xx.

## Descripció[calcitació]
Normalment, aquest estil s'aconsegueix quan cada fotograma de cinema es captura a una velocitat molt més ràpida a la qual es reproduirà. Quan es reprodueix a velocitat normal, sembla que el temps es mou més lentament. Un mètode per crear pel·lícules de càmera lenta és mitjançant la sobrecàrrega, què fa referència a una càmera capaç de filmar a una velocitat més ràpida que la normal (és a dir, més ràpid que 24 fotogrames per segon). Aquest efecte també es pot aconseguir reproduint material de gravació normal a una velocitat més lenta. Aquesta tècnica s'aplica més sovint al vídeo sotmès a una reproducció immediata que al cinema. Una tercera tècnica que s'està convertint en habitual, utilitzant el programari actual de processament posterior (amb programes com Twixtor), és fabricar fotogrames interpolats digitalment per a una transició sense problemes entre els fotogrames que realment es van disparar. El moviment es pot desaccelerar encara més combinant tècniques, interpolant-se entre fotogrames superposats. El mètode tradicional per aconseguir el moviment lent és a través de la fotografia d'alta velocitat, disminuint la velocitat posteriorment.
El moviment lent és omnipresent en la realització cinematogràfica moderna. És utilitzat per una àmplia gamma de directors per aconseguir diversos efectes. Alguns temes clàssics de la càmera lenta inclouen activitats atlètiques de tota classe per demostrar habilitat i fenòmens naturals, com una gota d'aigua colpejant un got.
El moviment lent també es pot utilitzar per a l'efecte artístic, per crear un aura romàntica o suspensiva o per estrènyer un moment en el temps. Vsevolod Pudovkin, per exemple, va utilitzar la càmera lenta en una escena de suïcidi a The Deserter, on un home que va saltar a un riu sembla aspirat per les onades lentament esquitxades. Un altre exemple és Face / Off, en la què John Woo va utilitzar la mateixa tècnica en els moviments d'un ramat de coloms voladors. Matrix va aconseguir un resultat diferent a l'hora d'aplicar l'efecte en escenes d'acció mitjançant l'ús de múltiples càmeres, a més de barrejar el moviment lent amb accions en viu en altres escenes. El director japonès Akira Kurosawa va ser el pioner en utilitzar aquesta tècnica en el seu film Seven Samurai de 1954. El director nord-americà Sam Peckinpah va ser un altre amant clàssic de l'ús de la càmera lenta. La tècnica està especialment relacionada amb captures d'efectes d'explosió i imatges submarines.
El contrari de la càmera lenta és la càmera ràpida. Sovint s'utilitza per a còmics o efectes estilístics ocasionals. El moviment ràpid extrem es coneix com a time-lapse; un fotograma de, per exemple, una planta en creixement es pren cada poques hores; quan els fotogrames es reprodueixen a velocitat normal, es pot veure a la planta créixer davant dels ulls de l'espectador.
El concepte de càmera lenta potser va existir abans de la invenció del cinema: la forma teatral japonesa Noh empra moviments molt lents.

## Funcionament
Hi ha dues maneres en què es pot aconseguir la càmera lenta en la cinematografia moderna. Totes dues inclouen una càmera i un projector. Un projector fa referència a un projector de pel·lícules clàssiques en un cinema, però les mateixes regles bàsiques s'apliquen a una pantalla de televisió i a qualsevol altre dispositiu que mostri imatges consecutives a una velocitat de fotogrames constant.

### Sobrecàrrega "Overcranking"

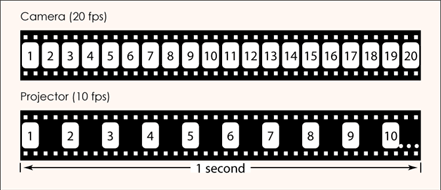

Per tal de facilitar la llegibilitat de la il·lustració superior, s'ha seleccionat una velocitat de projecció de 10 fotogramesper segon. En realitat la pel·lícula sol projectar-se a 24 fotogrames per segon, fent lluir l'equivalència en càmera lenta estranya, però disponible en equips professionals.

### Estirament temporal "time stretching"[calcitació]

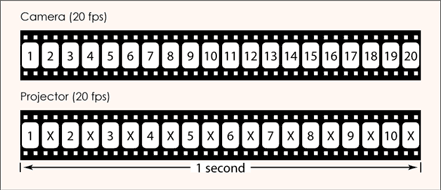

El segon tipus de càmera lenta s'aconsegueix durant la producció posterior. Això es coneix com a estirament temporal. Aquest tipus de moviment lent s'aconsegueix inserint fotogrames nous entre fotogrames que realment s'han fotografiat. L'efecte és similar a la sobrecàrrega, ja que el moviment real es produeix durant un temps més llarg.
Atès que els fotogrames necessaris mai van ser fotografiats, s'han de fabricar de nous. De vegades, els nous fotogrames són simplement repeticions dels fotogrames anteriors, però normalment són creats interpolant entre aquests. Existeixen molts algorismes complicats que poden seguir el moviment entre fotogrames i generar-ne d'intermedis. És similar a la meitat de la velocitat, i no és certament càmera lenta, sinó només una visualització més llarga de cada marc.

### En pel·lícules d'acció
La càmera lenta s'utilitza àmpliament en pel·lícules d'acció per a efectes dramàtics, així com el famós efecte de desviament de bala, popularitzat per The Matrix. Formalment, aquest efecte es coneix com a velocitat de rampa i és un procés pel qual la velocitat de captura de la càmera canvia amb el temps. Per exemple, si en el transcurs de 10 segons de captura, la velocitat del fotograma de captura s'ajusta de 60 fotogrames per segon a 24 fotogrames per segon, quan es reprodueix a la velocitat del film estàndard (24 fotogrames per segon), s'aconsegueix un únic efecte uniforme. Per exemple, algú que empeny una porta i sembla que l'obra a càmera lenta, però en pocs segons més tard, dins del mateix xut, la persona continua caminant "en temps real" (velocitat quotidiana). L'enfocament de velocitat oposat es produeix a The Matrix.

### En la televisió
La càmera lenta és àmpliament utilitzada en la radiodifusió esportiva, els orígens de la qual es remunten als primers dies de la televisió.
En les repeticions instantànies, les revisions de càmera lenta s'utilitzen habitualment per mostrar en detall algunes accions (foto final, futbol...). En general, estan fets amb servidors de vídeo i controladors especials. El primer televisor slo-mo va ser el reproductor de disc Ampex HS-100. Després de la HS-100, es van utilitzar VTR de cinta de tipus C amb una opció de moviment lent. Hi va haver uns quants sistemes especials de TV de marcatge elevat (300fps) fabricats per oferir un mode lent de major qualitat per a la televisió. 300fps es poden convertir a 50 i 60 formats de transmissió FPS sense grans problemes.

## Ús científic
En aplicacions científiques i tècniques sovint és necessari retardar el moviment per un factor molt gran, per exemple, per examinar els detalls d'una explosió nuclear. A vegades es publiquen exemples que mostren, per exemple, una bala que esclata un globus.